# Play Dead (film, 2022)
Pour les articles homonymes, voir Play Dead.
Pour plus de détails, voir Fiche technique et Distribution.
Play Dead est un thriller américain de Patrick Lussier sorti en 2022.

## Fiche technique
Sauf indication contraire, les informations mentionnées dans cette section peuvent être confirmées par les bases de données cinématographiques IMDb et Allociné,  présentes dans la section « Liens externes ».
- Titre original : Play Dead
- Réalisation : Patrick Lussier
- Scénario : Simon Boyes et Adam Mason
- Musique : Steve Moore
- Décors :
- Costumes : Susan Doepner-Senac
- Photographie : Mac Fisken
- Montage :  Tommy Aagaard
- Son : Scott Esterly et Caitlin Lutenske
- Production : Lucas Jarach, Bradley Pilz et Johannes Roberts
  - Producteur délégué : Greg Gilreath et Adam Hendricks
  - Producteur exécutif : Charles Arthur Berg
- Sociétés de production : Bradley Pilz Productions
- Sociétés de distribution : Swift Distribution
- Pays de production :  États-Unis
- Langue originale : anglais
- Format : couleur — 2,35:1
- Genre : Thriller
- Durée : 106 minutes
- Dates de sortie :
  - Estonie, Lituanie et Lettonie : 9 décembre 2022
  - États-Unis : 7 avril 2023
  - Canada : 2 mai 2023
  - France : 24 mai 2023
- Classification :
  - États-Unis : R (interdit aux moins de 17 ans non accompagnées)
  - France : Interdit aux moins de 12 ans lors de sa sortie en salles mais aux moins de 16 ans à la télévision.

## Distribution
Sauf indication contraire ou complémentaire, les informations mentionnées dans cette section proviennent du générique de fin de l'œuvre audiovisuelle présentée ici.
- Bailee Madison (VFB : Marie Braam) : Chloe Albright
- Jerry O'Connell (VFB : Philippe Allard) : le coroneur
- Anthony Turpel (VFB : Matteo Marchese) : T.J. Albright
- Chris Lee (VFB : Olivier Prémel) : Ross
- Chris Butler (VFB : Jean-Michel Vovk) : le shérif Duggan
- Jorge-Luis Pallo (en) (VFB : Stéphane Oertli) : Mannix
- Sterling Beaumon : l'adjoint Farmer

Version française dirigée par Delphine Chauvier au studio C You Soon (Belgique), d'après une adaptation des dialogues de Vincent Bonneau.